# Kanton Melun
Kanton Melun is een kanton van het Franse departement Seine-et-Marne. Het kanton maakt deel uit van het arrondissement Melun. Het heeft een oppervlakte van 66,43 km² en telt 63 061 inwoners in 2017, dat is een dichtheid van 949 inwoners/km².
Het werd opgericht bij decreet van 18 februari 2014 met uitwerking in maart 2015.

## Gemeenten
Het kanton Melun omvat de volgende 9 gemeenten afkomstig van de opgeheven kantons : Melun-Nord en Melun-Sud:
- Livry-sur-Seine
- Maincy
- Melun (hoofdplaats)
- Montereau-sur-le-Jard
- La Rochette
- Rubelles
- Saint-Germain-Laxis
- Vaux-le-Pénil
- Voisenon